# Кодрон С.630 Симун
Кодрон С.635 Симун (фр. Caudron C.635 Simoun), француски је једномоторни, четвороседи, нискокрилни авион, који се користио као лаки спортско-туристички авион, између два светска рата, као и за време и после Другог светског рата.

## Пројектовање и развој
Авион Кодрон C.630 је произвела француска фирма Кодрон (фра. Société des avions Caudron), а пројектовао га је инж. Марсел Рифард (фра.Marcel Riffard). Авион је поред званичне ознаке Кодрон C.630 имао и надимак Simoun - пешчана олуја. Први лет је обавио 1934. године а производио се у пероиоду од 1935. до 1940. године. Поред цивилне, авион се производио и у војној варијанти.

## Технички опис
Авион Кодрон C.630 је једнокрили, слободноносећи ниско крилни, вишеседи једномоторни авион потпуно дрвене конструкције са ваздухом хлађеним линијским мотором Renault Bengali 6Q снаге од 160 до 220 kW. Труп му је био углавном правоугаоног попречног пресека, носећа структура трупа авиона је била решеткаста дрвена конструкција. Облога трупа је од дрвене лепенке и импрегнираног платна. Крила су била средње дебелог профила дрвене конструкције са две рамењаче, обложена дрвеном лепенком и импрегнираним плаатном трапезастог облика. Стајни трап је био класичан фиксан са гуменим точковима.

### Варијанте авиона серије Кодрон C.600
- C.500 Simoun IV - прототип са мотором Renault Bengali са 4 цилиндра, направљен један примерак.
- C.520 Simoun VI- прототип са мотором Renault Bengali са 6 цилиндра, направљен један примерак.
- C.620 Simoun - прототип са повећаним долетом и мотором Renault Bengali са 6 цилиндра, направљен један примерак.
- C.630 Simoun - пробна серија са мотором Renault Bengali 6Pri, направљено 20 примерака.
- C.631 Simoun - верзија за дуге линије са мотором Renault Bengali 6Q-01, направљено три примерка.
- C.632 Simoun - сличан моделу C.631, направљен један примерак за обарање рекорда у дужини лета (Париз-Јапан).
- C.633 Simoun - измењен стајни трап са мотором Renault Bengali 6Q-07, направљено 6 примерака.
- C.634 Simoun - промењено крило и полетна тежина са мотором Renault Bengali 6Q-01 или Renault Bengali 6Q-09, направљено три примерка.
- C.635 Simoun - побољшани изглед кабине са моторима Renault Bengali 6Q-01 или Renault Bengali 6Q-09, направљено 46 примерака и извршена конверзија ранијих верзија (свођење на стандард C.635).
- C.635M Simoun - војна верзија C.635 (углавном тросед) са моторима Renault Bengali 6Q-09 или Renault Bengali 6Q-19, направљено 489 примерака.

## Земље које су користиле авионе серије Кодрон C.600
- Француска
- Белгија
- Португалија
- Краљевина Југославија
- Нацистичка Немачка
- Уједињено Краљевство
- САД
- Краљевина Мађарска
- Шведска

## Оперативно коришћење
Укупно је произведено око 500 ових авиона углавном за потребе Ратног ваздухопловства Француске. Поред Француске, ови авиони су летели и у ваздухопловствима Белгије, САД, а за време рата још у Великој Британији, Португалији, Краљевини Југославији, Нацистичкој Немачкој, Мађарској и Шведској. У цивилству је овај авион коришћен за пренос поште, спортски и туристички авион и за такмичарске сврхе (освајање рекорда) а у војне сврхе је коришћен као авион за везу, транспортни авион и авион за обуку и тренажу пилота. Иако дрвене конструкције авион је био доста дуговечан, преостали авиони су коришћени и после Другог светског рата из војне употребе је избачен 1950. године, а последњи авион овог типа престао је да лети 1977. године. Данас су у свету сачувана два примерка ових авиона један се налази у музеју на аеродрому Ла Бурже крај Париза, а други у поседу удружења Кодрон-Симоун, сада је у поступку рестаурације а друштво има амбицију да га доведе у летно стање.

### Авион Кодрон C.600 у Југославији
Један авион Кодрон C.635 француских регистрационих ознака F-ARCG је од 1938. до 1940. године користио француски војни аташе у Београду. Након пораза Француске у Другом светском рату овај авион је остао на земунском аеродрому па га је користило Војно ваздухопловство Краљевине Југославије (ВВКЈ) до Априлског рата 1941. године.